# Tlacochcalcatl

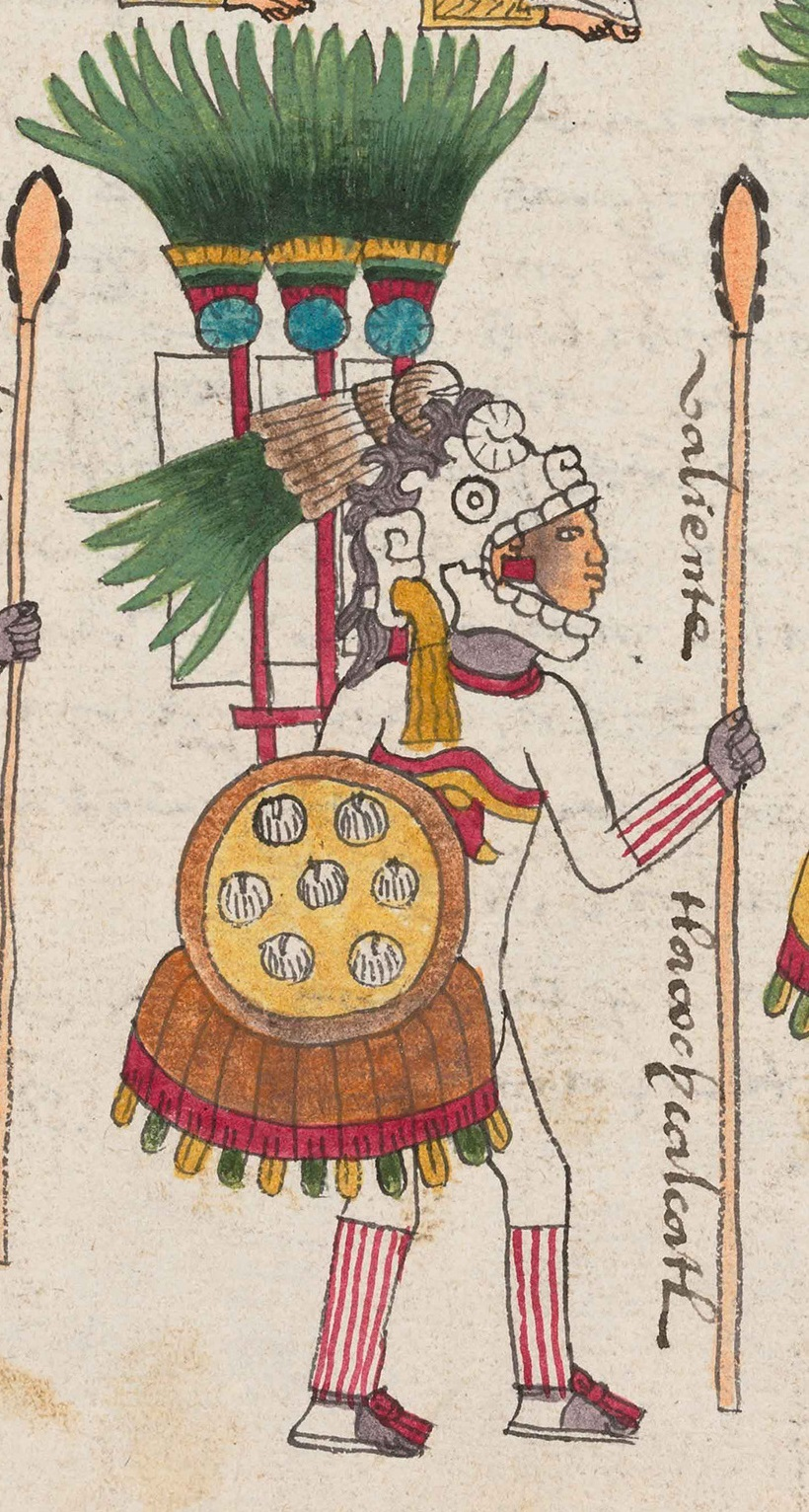
Un tlacochcalcatl raffigurato nel Codice Mendoza, folio 67 recto. Sta impugnando uno scudo (chimalli) ed una lancia (tepoztopilli), indossa un teschio come elmetto ed un'armatura in cotone essiccato, oltre a mostrare una bandiera (pamitl) sulla schiena

Il Tlacochcalcatl (tɬakotʃˈkaɬkatɬ "L'uomo della casa delle frecce") era un titolo o grado militare azteco, grossomodo equivalente al moderno "alto generale".

## Descrizione
Nell'arte militare azteca il tlacochcalcatl era secondo in comando solo al tlatoani, e guidava l'esercito azteco in battaglia quando il re era occupato in altre faccende. Assieme al tlacateccatl (generale) era responsabile dell'esercito azteco e sovrintendeva a tutte le decisioni militari una volta che il tlatoani aveva deciso di intraprendere una nuova campagna.
Il tlacochcalcatl doveva anche gestire i tlacochcalco. Tlacochcalco ("nella casa delle frecce") era il nome di quattro armerie posizionate alle quattro entrate della zona cerimoniale della capitale azteca, Tenochtitlán. In queste grandi armerie venivano messe ogni anno le nuove armi (durante la festa di Quecholli), ed un racconto del conquistador spagnolo Andrés de Tapia ne stima il numero di ogni armeria in 500 carrate.
Il tlacochcalcatl era sempre un membro dell'ordine militare dei cuachicqueh ("i rasati"). L'incarico di tlacochcalcatl era l'ultimo passo prima di poter diventare il successivo tlatoani.
Il primo tlacochcalcatl apparve sotto al regno di Huitzilíhuitl, il quale nominò il fratello Itzcóatl che aveva probabilmente servito anche sotto al regno di Chimalpopoca. Quando Itzcoatl divenne tlatoani nominò Tlacaelel come tlacochcalcatl e Motecuhzoma I come tlacateccatl; quando Tlacaelel fu nominato cihuacoatl, Motecuhzoma fu promosso a tlacochcalcatl. Non si sa che fosse il tlacochcalcatl durante la reggenza di Motecuhzoma; può darsi che Tlacaelel abbia in questo periodo ricoperto entrambi gli incarichi. Per tutto il regno di Motecuhzoma e del figlio Axayacatl, il tlacochcalcatl fu Tízoc, che a sua volta divenne regnante alla morte di Axayacatl. Tizoc fu sempre visto come un tlatoani debole, fu deposto ed il suo tlacochcalcatl, Ahuitzotl, divenne re. Il tlacochcalcatl di Ahuitzotl  fu il successivo regnante, Montezuma (Xocoyotzin). Il tlacochcalcatl di Montezuma all'arrivo degli spagnoli era Quappiatl.